# Saskia Belleman
Saskia Belleman (Egmond aan Zee, 2 mei 1959) is een Nederlands (rechtbank)verslaggever en misdaadjournalist.

## Opleiding en loopbaan
Belleman groeide op in Egmond aan Zee. Ze behaalde haar havodiploma op het Petrus Canisius College in Alkmaar. Daarna volgde ze een opleiding tot tolk/vertaler Engels aan de Noordelijke Leergangen te Zwolle en behaalde haar onderwijsakte. Vervolgens studeerde ze in de avonduren rechten aan de Universiteit van Amsterdam. Deze studie rondde ze niet af.
Belleman werkte voor de Zwolse Courant en het Algemeen Nederlands Persbureau (ANP). Als verslaggever van het ANP deed Belleman op 4 oktober 1992 verslag van de Bijlmerramp in Amsterdam-Zuidoost.
Sinds 2001 werkt Belleman bij De Telegraaf. Ze werkt veel samen met rechtbanktekenaar Petra Urban. Ook is ze regelmatig te gast in talkshows als Op1 en Jinek om rechtszaken te duiden en te voorzien van commentaar.
Op YouTube maakt zij samen met Wilson Boldewijn de videopodcast De Zaak Ontleed.
In december 2024 mocht ze de NVSA Anker & Ankerprijs in ontvangst nemen: "Belleman legt al jarenlang het recht en het belang van de rechtsstaat uit aan het publiek – en daarmee ook de rol van de strafadvocatuur. En dat bij een medium waarvan de lezers bepaald niet altijd begrip kunnen opbrengen voor het werk van strafadvocaten. Dat maakt haar werk misschien nog belangrijker."
In 2025 werd bekend dat Belleman de Machiavelliprijs 2024 heeft gewonnen. Ook werd zij uitgeroepen tot Journalist van het Jaar 2024. In dat jaar werd zij voorts benoemd tot Ridder in de Orde van Oranje Nassau.

### Bestseller 60
| Boeken met noteringen in de Nederlandse Bestseller 60 | Jaar van verschijnen | Datum van binnenkomst | Hoogste positie | Aantal weken | Opmerkingen |
| ----------------------------------------------------- | -------------------- | --------------------- | --------------- | ------------ | ----------- |
| Zij is van mij                                        | 2025                 | 25-06-2025            | 42              | 1            |             |

- Virtual International Authority File: 12155951817642512634